# Pania

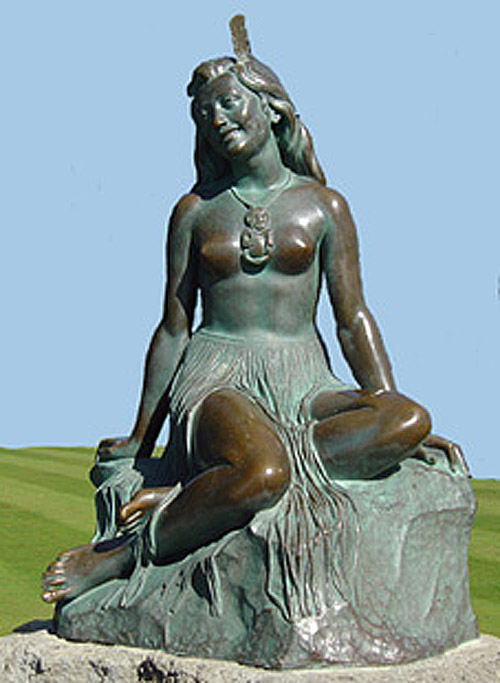
Pomnik w miejscowości Napier

Pania – legendarna postać z mitologii maoryskiej związana z wodą i symbol miejscowości Napier w Nowej Zelandii.

## Legenda
Legenda opisuje, że Pania w dzień pływała w oceanie z innymi stworzeniami morskimi, w nocy natomiast udawała się w górę strumienia, by odpoczywać. Pewnej nocy zobaczył ją wódz pobliskiego plemienia, Karitoki. Młodzi zakochali się w sobie i żyli razem. Według części legend Pania urodziła syna Maremare, co oznacza „bezwłosy”, gdyż syn nie posiadał żadnego owłosienia. Noce spędzała z ukochanym, a na dzień wracała do swojego morskiego ludu, z tego powodu nikt w wiosce jej nie widywał i nie wierzył wodzowi, że ma tak piękną żonę. Wódz postanowił zapytać starszego, co zrobić, aby zatrzymać swoją rodzinę, tak aby Władca mórz nie wezwał ich do siebie. Starszy poradził, aby włożył im do ust gotowane jedzenie. Prawdopodobnie coś poszło nie tak i Pania z synem została wciągnięta w głębiny. Syn został zmieniony w Taniwha pod postacią rekina i strzeże zatoki, a Pania była widywana przez rybaków uwięziona pod wodą. Inne wersje legendy podają, że została zamieniona w skałę, z której można łowić ryby.

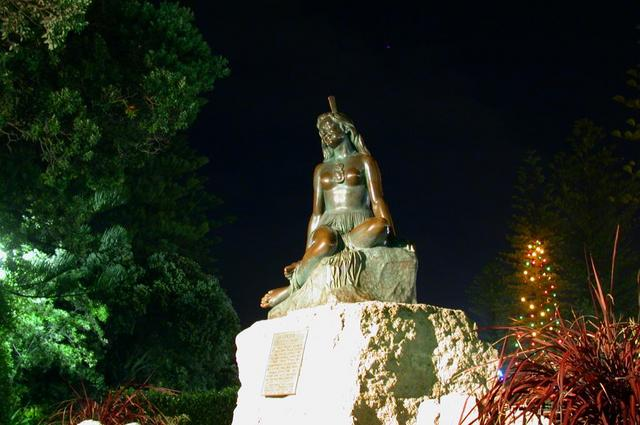
Pomnik wieczorem

## Pomnik
W roku 1954 ustawiono pomnik, który przedstawiał Panię. Pomnik powstał z inicjatywy Thirty Thousand Club (ang. Klubu Trzydziestu Tysięcy), po tym jak Vic Wallis i Horace Cottrell (członkowie klubu) usłyszeli legendę o Pani od F. A. Bennetta, pierwszego biskupa Nowej Zelandii. Pomnik znajduje się w Marine Parade Gardens i jest największą atrakcją oraz symbolem miejscowości.
Pomnik wielokrotnie był uszkadzany bądź był obiektem wandalizmu. Najważniejszy incydent miał jednak miejsce 27 października 2005 roku, kiedy to posąg został skradziony. Został on jednak odnaleziony niecały miesiąc później.